# Dopseucythere
Dopseucythere is een geslacht van kreeftachtigen uit de klasse van de Ostracoda (mosselkreeftjes).

## Soorten
- Dopseucythere armata (Bonaduce, Ciampo & Masoli, 1980) Malz & Jellinek, 1994 †
- Dopseucythere kraspedon Malz & Jellinek, 1994
- Dopseucythere mediterranea (Bonaduce, Masoli, Pugliese & McKenzie, 1980)